# وادي ماخر (كعيدنة)

تعديل مصدري - تعديل

وادي ماخر هي إحدى قرى عزلة كعيدنة بمديرية كعيدنة التابعة لمحافظة حجة، بلغ تعداد سكانها 822 نسمة حسب تعداد اليمن لعام 2004.